# Seydina Keita
Seydina Abou Bakr Lamine Keita (Pikine, 31 maggio 1992) è un calciatore senegalese, difensore dell'Panevėžys.

## Carriera
Il 22 agosto 2014, i norvegesi del Molde hanno annunciato l'ingaggio di Keita con la formula del prestito.

## Statistiche

### Presenze e reti nei club
Statistiche aggiornate al 22 settembre 2022.
| Stagione        | Club            | Campionato      | Campionato | Campionato | Coppe nazionali | Coppe nazionali | Coppe nazionali | Coppe continentali | Coppe continentali | Coppe continentali | Supercoppe | Supercoppe | Supercoppe | Totale | Totale |
| Stagione        | Club            | Comp            | Pres       | Reti       | Comp            | Pres            | Reti            | Comp               | Pres               | Reti               | Comp       | Pres       | Reti       | Pres   | Reti   |
| --------------- | --------------- | --------------- | ---------- | ---------- | --------------- | --------------- | --------------- | ------------------ | ------------------ | ------------------ | ---------- | ---------- | ---------- | ------ | ------ |
| 2011-2012       | Diambars        | L1              | 17         | 2          | CS              | ?               | ?               | -                  | -                  | -                  | -          | -          | -          | 17+    | 2+     |
| 2013            | Diambars        | L1              | 29         | 3          | CS              | ?               | ?               | -                  | -                  | -                  | -          | -          | -          | 29+    | 3+     |
| 2013-2014       | Diambars        | L1              | ?          | ?          | CS+CdL+CAN      | ?               | ?               | CCL                | 2                  | 1                  | -          | -          | -          | 2+     | 1+     |
| Totale Diambars | Totale Diambars | Totale Diambars | 46+        | 5+         |                 | ?               | ?               |                    | 2                  | 1                  |            | -          | -          | 48+    | 6+     |
| ago.-dic. 2014  | Molde           | ES              | 0          | 0          | CN              | 0               | 0               | -                  | -                  | -                  | -          | -          | -          | 0      | 0      |
| 2017            | Liepāja         | VL              | 22         | 1          | CL+CL           | 1+3             | 0+1             | UEL                | 3                  | 1                  | -          | -          | -          | 29     | 3      |
| 2018            | Liepāja         | VL              | 27         | 4          | CL              | 1               | 0               | UEL                | 2                  | 0                  | -          | -          | -          | 30     | 4      |
| 2019            | Liepāja         | VL              | 22         | 1          | CL              | 1               | 0               | UEL                | 4                  | 0                  | -          | -          | -          | 27     | 1      |
| 2020            | Liepāja         | VL              | 19         | 0          | CL              | 4               | 0               | -                  | -                  | -                  | -          | -          | -          | 23     | 0      |
| 2021            | Liepāja         | VL              | 23         | 3          | CL              | 3               | 0               | UECL               | 4                  | 0                  | -          | -          | -          | 30     | 3      |
| gen.-giu. 2022  | Liepāja         | VL              | 13         | 0          | CL              | 0               | 0               | -                  | -                  | -                  | -          | -          | -          | 13     | 0      |
| Totale Liepāja  | Totale Liepāja  | Totale Liepāja  | 126        | 9          |                 | 13              | 1               |                    | 13                 | 1                  |            | -          | -          | 152    | 11     |
| ago.-dic. 2022  | Panevėžys       | A               | 7          | 1          | CL              | 1               | 0               | -                  | -                  | -                  | -          | -          | -          | 8      | 1      |
| Totale          | Totale          | Totale          | 179+       | 15+        |                 | 14+             | 1+              |                    | 15                 | 2                  |            | -          | -          | 208+   | 18+    |

## Palmarès

### Club

#### Competizioni nazionali
- Ligue 1 (Senegal): 1

Diambars: 2012-2013
- Coppa di Lettonia: 2

Liepāja: 2017, 2020